# تشارلي براندت
تشارلي براندت (بالإنجليزية: Charlie Brandt) هو قاتل متسلسل أمريكي، ولد في 23 فبراير 1957 في فورت واين في الولايات المتحدة، وتوفي في 13 سبتمبر 2004 في أورلاندو في الولايات المتحدة بسبب شنق.